# Gare de Pont-l’Évêque
Gare de Pont-l'Évêque vasútállomás Franciaországban, Pont-l'Évêque településen.

## Vasútvonalak
Az állomást az alábbi vasútvonalak érintik:
- Lisieux–Trouville - Deauville-vasútvonal

## Kapcsolódó állomások
A vasútállomáshoz az alábbi állomások vannak a legközelebb:
- Gare du Grand-Jardin
- Gare de Trouville - Deauville